# David Cornell
David Joseph Cornell (ur. 28 marca 1991 w Waunarlwydd) – walijski piłkarz występujący na pozycji bramkarza w Swansea City.